# Audacious Media Player
Audacious — свободный аудиопроигрыватель для POSIX-совместимых операционных систем.

## История
Audacious — форк плеера Beep Media Player 0.9.7.1, который, в свою очередь, является форком XMMS. Уильям Питкок решил сделать форк после того, как команда разработчиков объявила о завершении разработки, чтобы приступить к разработке нового поколения плеера — BMPx.
Причины создания форка были чисто технические. В Beep Media Player закрались некоторые неточности, которые раздражали пользователей (например, работа с тегами ID3v2). Кроме того, BMP был ограничен в плане функциональности, особенно если это касалось вопросов прослушивания потокового радио.

## Возможности

### Плагины
Широкий набор функций в плеере достигается благодаря плагинам. В большинстве случаев полезный набор плагинов поставляется вместе с плеером. В этот набор входят и плагины для воспроизведения форматов MP3, Ogg Vorbis, FLAC, Monkey’s Audio, и плагины для чтения форматов списков воспроизведения CueSheet, M3U, PLS.
На данный момент выделяют несколько категорий плагинов:
- Декодеры, благодаря которым возможно воспроизведение всевозможных форматов.
- Транспортные плагины — низкоуровневые плагины для взаимодействия с VFS.
- Основные плагины — предоставляют полезные для пользователя функции (например, AudioScrobbler отправляет информацию на last.fm).
- Плагины вывода, работающие с аудиосистемой компьютера
- Визуализация — категория плагинов, отвечающая за визуализацию звука при помощи быстрого преобразования Фурье
- Плагины эффектов, способные преобразовывать выходной звуковой поток
- Плагины для контейнеров, которые могут работать с различными типами плейлистов
- Низкоуровневые плагины, работающие с ядром плеера напрямую

Низкоуровневые плагины обычно не отображаются в списке плагинов.

### Скины
Audacious полностью поддерживает скины для Winamp 2, а также скины в произвольном формате, если возможно. Скины от современных версий Winamp не поддерживаются.
В версии 2.x появился пользовательский интерфейс без поддержки скинов с целью привлечь внимание к возможностям, которые плохо представлены в интерфейсе. Это вторая версия GUI, способная работать параллельно с первой, «скиновой».

### Клиенты
В отличие от XMMS2, Audacious является обычным мультимедиапроигрывателем, а не клиентом. Правда, существует возможность подключиться к Audacious (например, у Conky). Подключение осуществляется через D-Bus, или же через утилиту audtool, специально предназначенную для этих целей.